# Vásárcsarnok (Miskolc)
A miskolci Vásárcsarnok a Búza téren áll (3526 Miskolc, Búza tér 1.), főhomlokzata a Zsolcai kapura néz. 1924 és 1926 között épült Wellisch Andor és Münnich Aladár tervei alapján. Műemlék.

## Története
Minthogy a 19. századi leírások szerint „Miskolcon és környékén terem a legtöbb és legsikérebb búza”, a Búzavásár tér volt a térség gabonakereskedelmének központja. A hatalmas terület közepén volt egy nagy granárium, azaz gabonatároló építmény, és ekörül helyezkedtek el az eladók szekerei, sátrai.  
Az ős-vásárcsarnokot Adler Károly tervezte, és 1885-ben épült; egy 720 m² alapterületű középső, és két, egyenként 170 m² alapterületű oldalsó csarnokból állt. A piacról a cseh írónő, Božena Němcová is beszámolt, aki a Miskolcra helyezett Josef Němec pénzügyi főbiztos férjével 1851. április 28-án érkezett a városba, és néhány hetet töltött el itt. „[Miskolc] széles főutcája egyúttal tér is, ezt övezik a legrendezettebben megépített magánházak és középületek: a vármegyeháza, a színház (még nincs befejezve), a házak mellett kövezett járdák és itt vannak a legjobb üzletek (boltok) is. A boltost kereskedőnek hívják.” … „Nagy, tágas térség a „búzavásár”. Itt árulják a szemesterményt, valójában csak a búzát. (Ahol meg mindenfajta szemest árulnak, az a „gabonavásár”). A város mellett van az állatpiac, ez a „baromvásár”, vagy „marhavásár”.” … „A vásártéren áthaladva latin, szlovák, szerb, francia, német és magyar, zsidó és cigány beszéd hallható, a vendéglőkben és a kocsmákban víg zeneszó hallatszik, a fiatalság a közkedvelt csárdást járja.”  
A rendezetlen piacozási helyzetet a városi tanács többször is igyekezett szabályozott mederbe terelni piaci rendszabályok kiadásával, de Miskolc városrendezési terveiben is fontos feladatnak tartották a Búza tér reformját, a piac és az elárusító helyek egyetlen épülettömbbe való koncentrálását. 
Az első igazán használható, ám pénzhiány miatt meg nem valósult terv 1922-ben született, és a Búza tér keleti sarkába tervezett vásárcsarnokot. 1924-ben azután az Speyer-kölcsön segítségével megépülhetett a vidéki Magyarország legmodernebb vásárcsarnoka, amelyet 1926. szeptember 1-jén adtak át. A terveket a fővárosi Wellisch Andor és Münnich Aladár készítette, a kivitelezők miskolci cégek voltak.
A főépület háromhajós kialakítású csarnok volt, a két szélén földszintes bazársorokkal. A csarnok oldalain negyvenkét kisebb és hat nagyobb üzletet nyitottak meg, közöttük egy vendéglőt is. A belső térben 139 üzlethelyiséget, a pincében pedig a vidékről érkező árusoknak alakítottak ki elárusító helyet. Ezzel együtt a környéken betiltották az árusítást, és már csak két további piacot engedélyeztek: egyiket a Vörösmarty utcán, a másikat a Werbőczy (ma Dózsa György) utcán. A második világháborúban, az 1944. június 2-i bombázás során a vásárcsarnok is súlyos, 60%-os károkat szenvedett. A helyreállítás során csak a legszükségesebb munkálatokat végezték el, majd 1957–58-ban felújították. A piactér befogadó képessége az 1968-ban ide telepített távolsági buszpályaudvar, majd további üzletek miatt erősen lecsökkent, és ez érintette a vásárcsarnok külső tereit is. 
Az ezredfordulóra már elkerülhetetlenné vált a teljes körű felújítás. 2006-ra elkészült  Csikós Mihály építészirodájának a terve, amely a régi, műemlék csarnokot megtartotta, mellé két oldalszárnyat tervezett, bennük fedett elárusító helyekkel, az emeleten üzletekkel és irodákkal. Az új csarnok 12 400 m²-es alapterülettel 2008. október 16-án nyitotta meg kapuit. Az épületben 151 üzletet alakítottak ki, az északi oldalon a zöldségesek számára szabadtéri, de fedett elárusító helyet létesítettek. A virágosok számára pavilonos együttest hoztak létre.

## Leírása
A vásárcsarnok épülete három részből áll: a középső, műemlék épülete háromhajós, bazilikális elrendezésű csarnok, a két szélső modern építésű oldalszárny. Az épületek tengelye észak-déli, és kétszeresen szimmetrikus kialakítású. A főhomlokzat a Zsolcai kapura néz. A vásárcsarnok alápincézett, az áruterítés a pincében kialakított tárolókból, raktárakból történik. A csarnok látható vasbetonvázas szerkezetű, a két végén és a hosszabb oldalak közepén bejáratok vannak, amelyeket pálcás osztású, a csomópontokban rozettás díszítésű vaskapuk zárnak. A déli és az északi homlokzat fölső részét timpanon zárja, benne helyreállították a neoklasszicista stílusú gyümölcsös-indás stukkódíszítést. Ezek közepén a második világháborús bombázásokig mindkét oldalon óra volt, de ezeket soha nem pótolták, a helyreállítás során a város címerét helyezték el a helyén. A timpanon alatt 3×2-es ablakcsoport helyezkedik el, a bejárati rész pedig néhány méterre kiemelkedik a homlokzat síkjából. Két oldalán üzlethelyiségek helyezkednek el. A modern oldalszárnyak szembefordított lejtős üvegtetőt kaptak, az e melletti oldalrészek vöröstéglás kiképzésűek, toronyszerű építményekkel.

## Képek

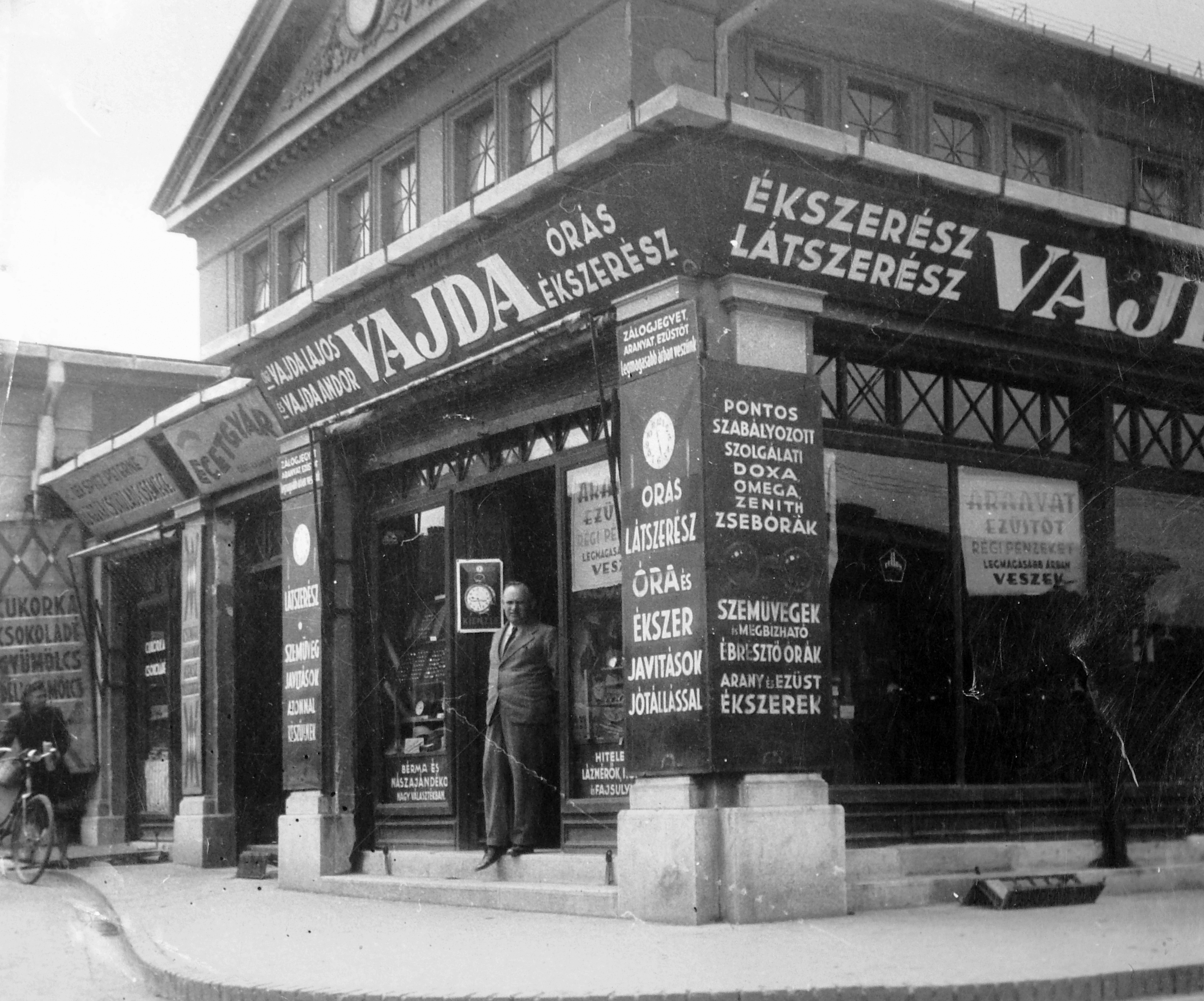
A csarnok délkeleti sarka, 1936
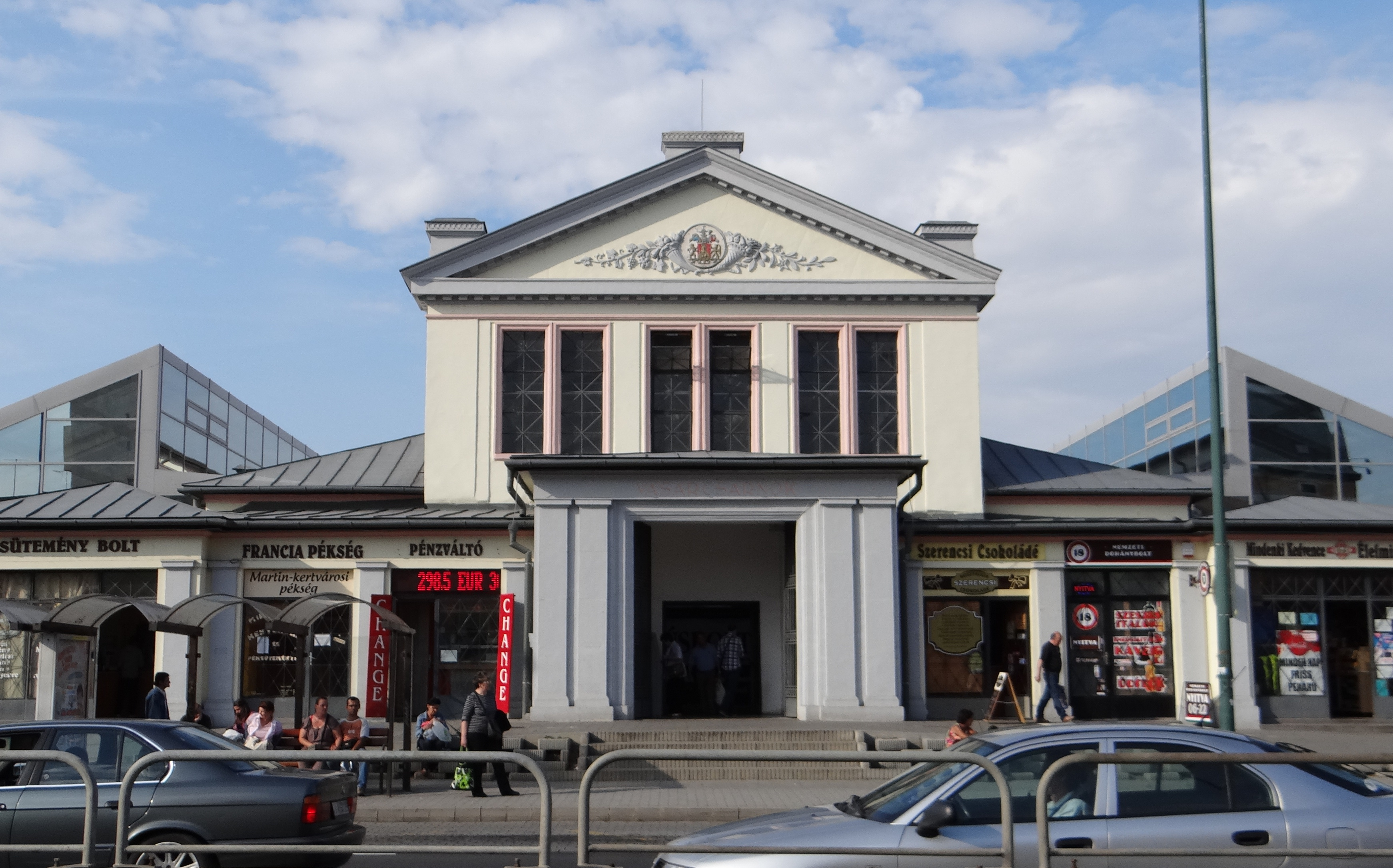
A vásárcsarnok déli homlokzata
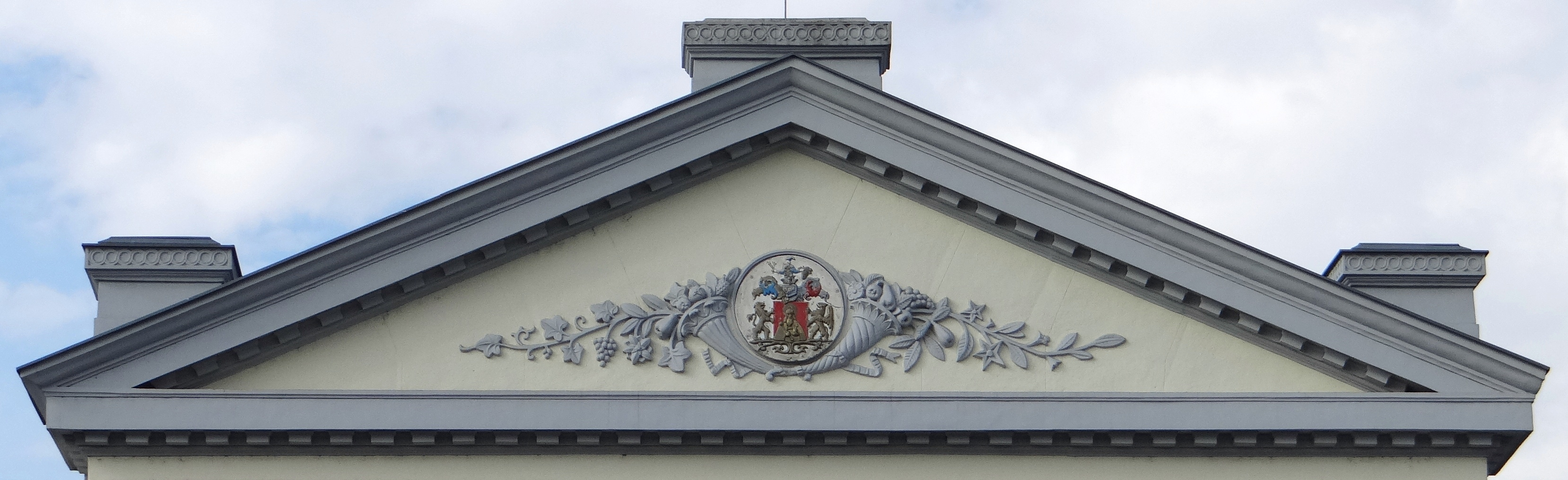
A csarnok homlokzati dísze a timpanonban
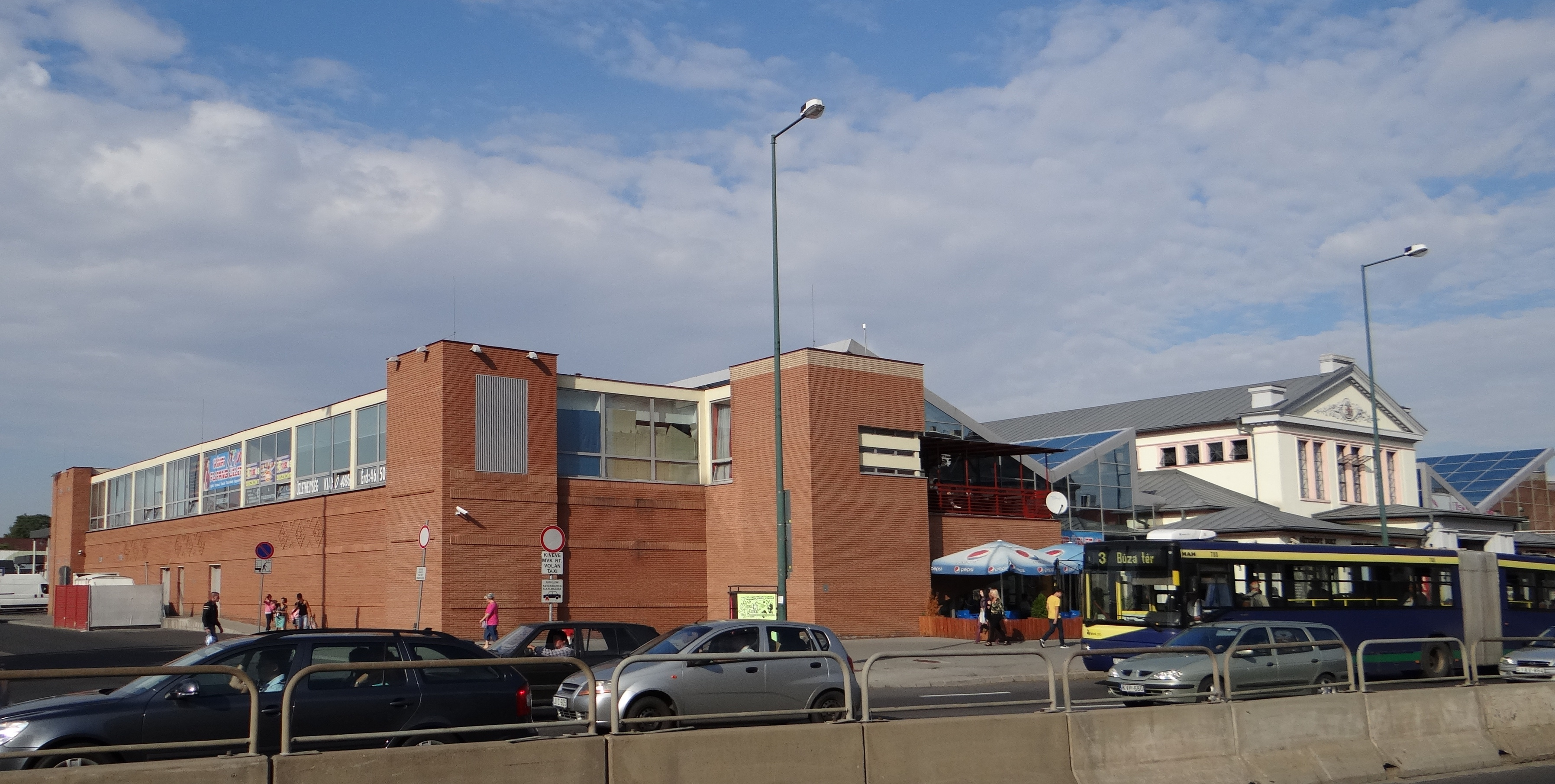
A nyugati vöröstéglás oldalszárny
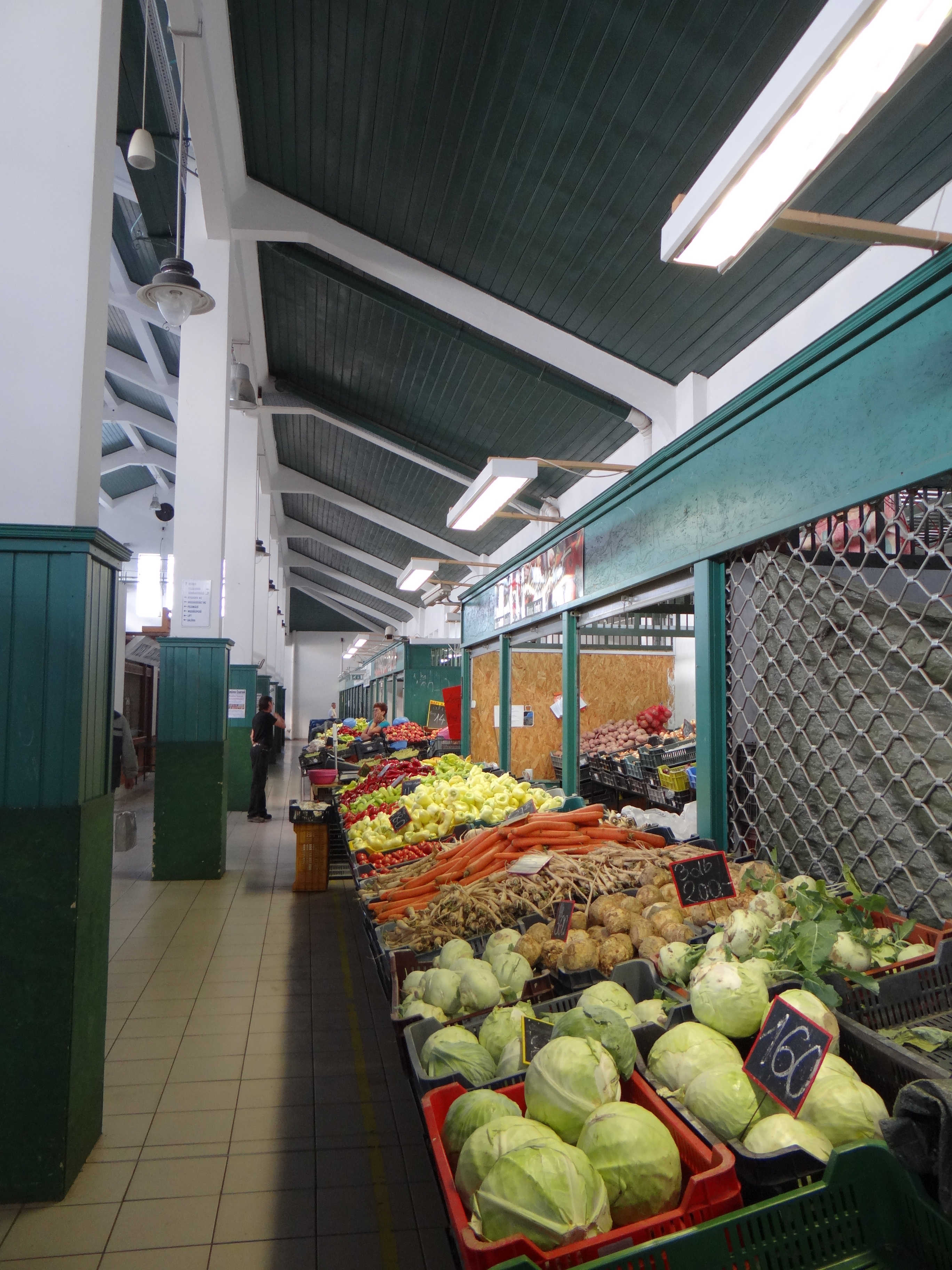
Belső elárusító helyek
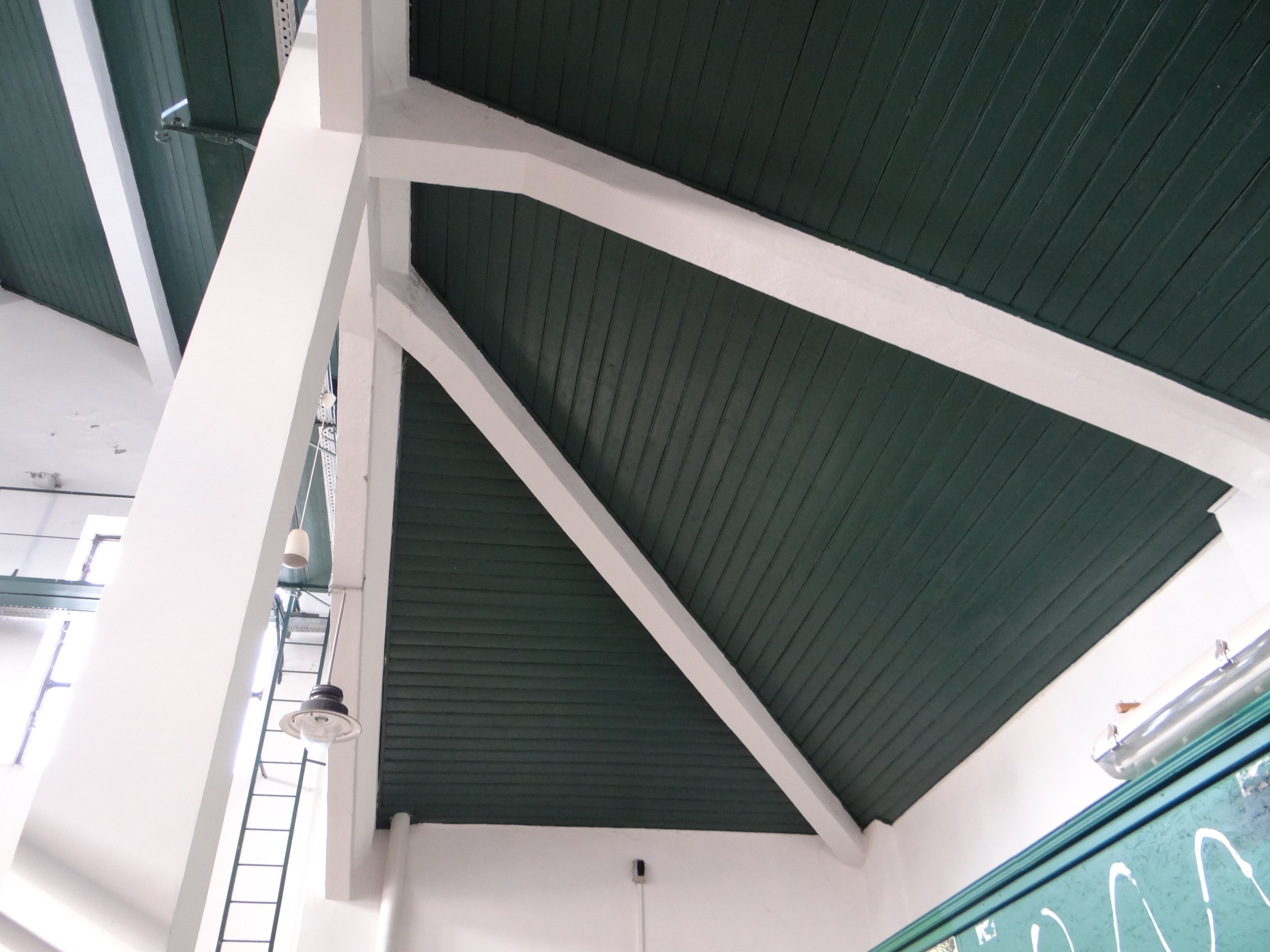
A vasbeton vázszerkezet részlete
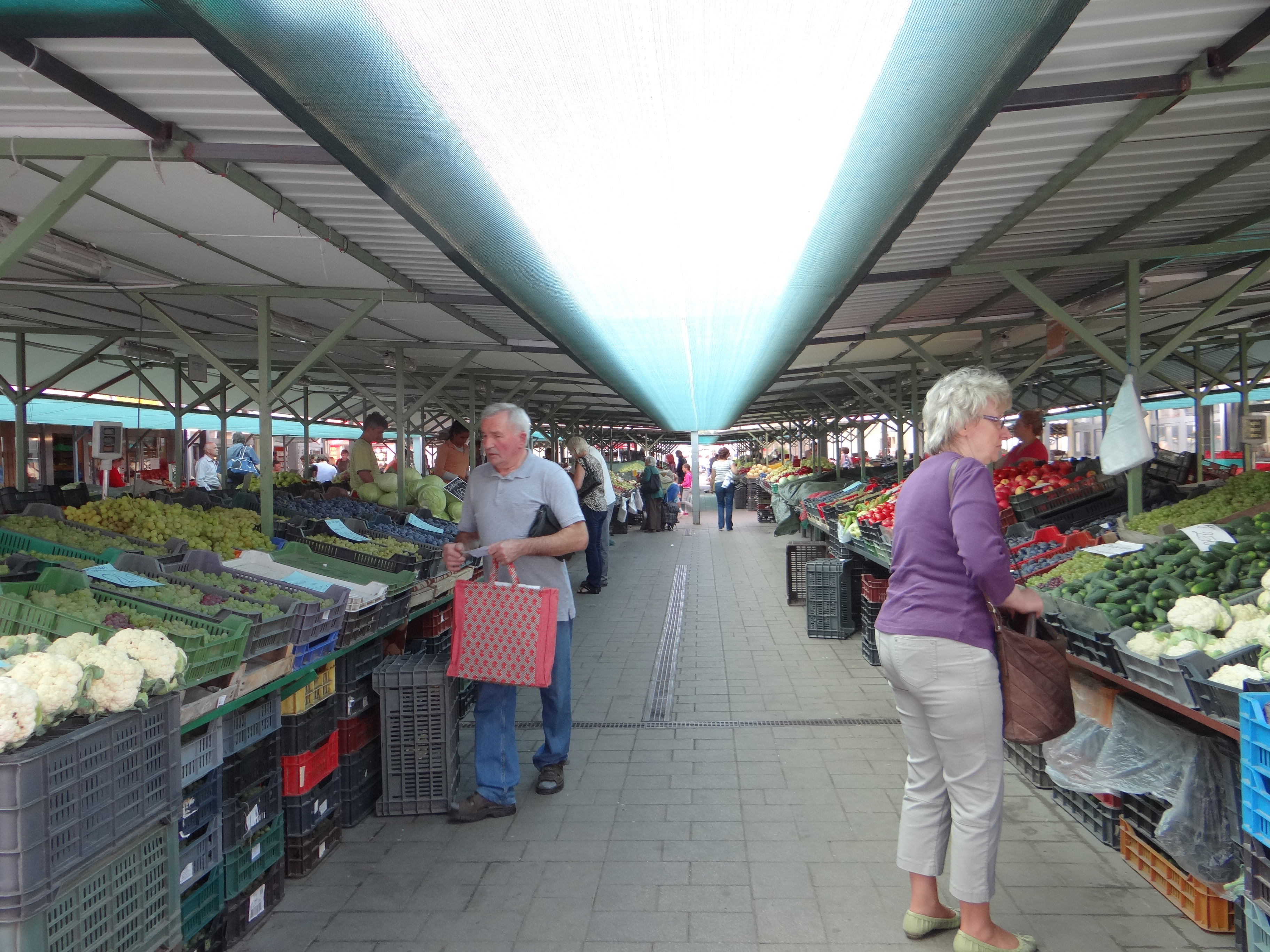
Külső árusító standok az északi oldalon
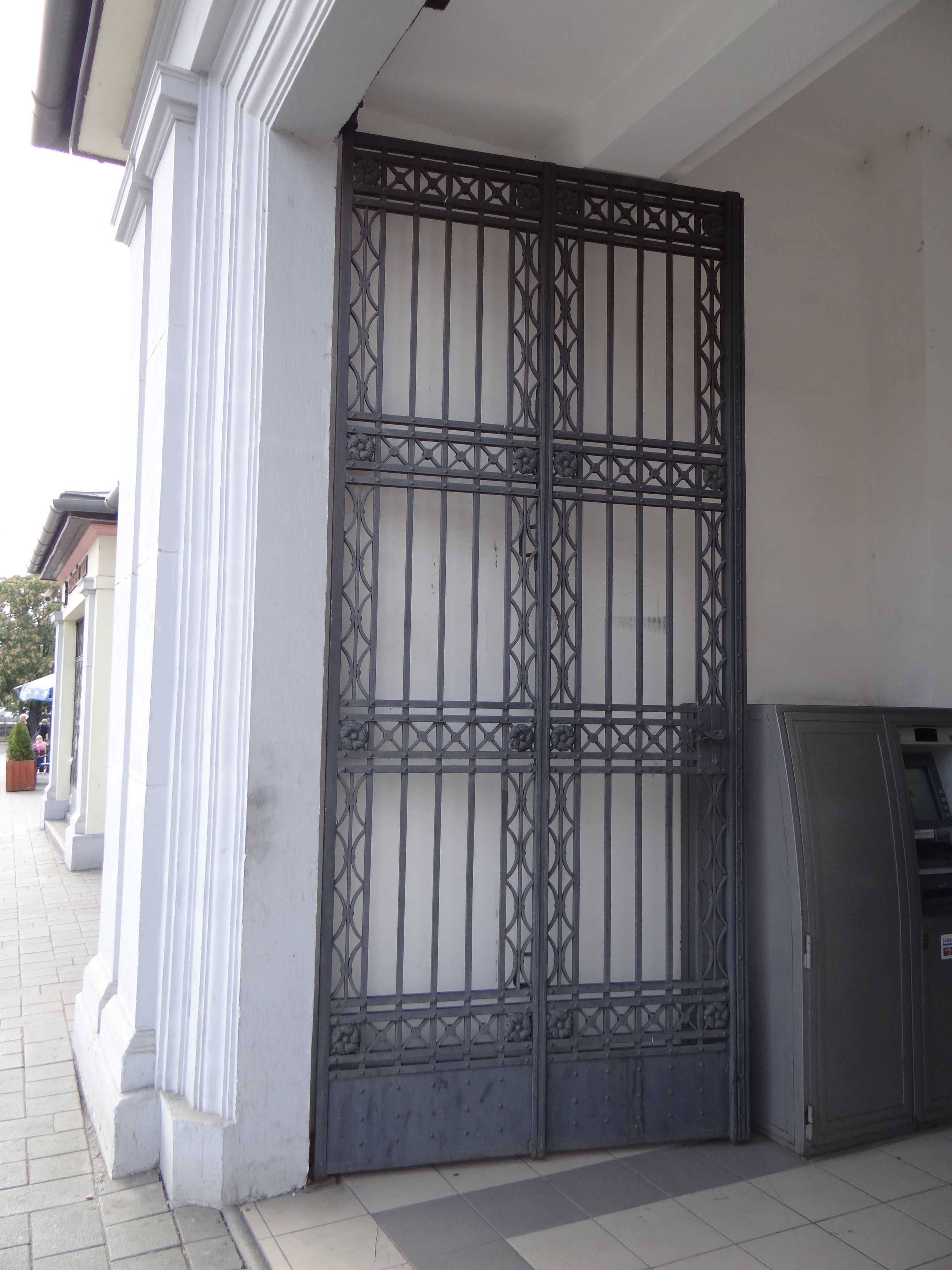
A déli kapuszárny